# Thonon Évian Grand Genève Football Club
O Thonon Évian Grand Genève Football Club (antigo Évian Thonon Gaillard Football Club) é um clube de futebol da França, sediado na cidade de Thonon-les-Bains.

## História
Foi criado em 2007, com a fusão entre o Olympique Croix de Savoie e o Olympique Thonon Chablais. Mudou novamente sua nomenclatura em 2009, passando a jogar suas partidas no Stade Joseph-Moynat, em Thonon-les-Bains, até 2010, quando passou a usar o Parc des Sports na cidade de Annecy, no leste da França.
Promovido à Ligue 1 em 2011, seu melhor resultado na primeira divisão francesa veio na temporada de estreia, ficando em 9º lugar. Em 2012-13, não repetiu o desempenho e caiu para a Ligue 2. Na Copa da França, chegou à decisão, perdendo para o Bordeaux com um gol de Cheick Diabaté no final do jogo.
A partir da temporada 2014-15, quando foi novamente despromovido, o Évian entrou numa crise financeira que culminaria com a queda para o Championnat National, a terceira divisão francesa. Porém, o clube não chegaria a disputar a competição, porque a DNCG (Direction Nationale du Contrôle de Gestion), órgão que verifica a situação financeira dos clubes da França, rejeitou a inscrição do time e o realocou no CFA (quarta divisão). Em agosto de 2016, o Évian rejeitou disputar o CFA e foi obrigado a desfazer o elenco principal e o time reserva, sendo colocado em liquidação. Com isso, restaram apenas as categorias de base e o time feminino. Em dezembro, o clube foi dissolvido e em seu lugar foi criado o Evian Savoie Football Club.

## Histórico
- 1924: Fundação do FC Gaillard
- 2003: Fusão com o FC Ville-la-Grand para Football Croix Savoie 74
- 2007: Fusão com o Olympique Thonon Chablais para Olympique Croix de Savoie
- 2009: Renomeado para Évian Thonon Gaillard Football Club
- 2016: Dissolvido, sendo criado em seu lugar o Evian Savoie Football Club
- 2018: Refundado como Thonon Évian Grand Genève Football Club[6]

### Classificações
|           | I | II | III | IV | V | VI | Pts     | J  | V  | E  | D  | G.M. | G.S. | Diff. |
| 2010-2011 |   | 1  |     |    |   |    | 67 pts  | 38 | 18 | 13 | 7  | 63   | 41   | +22   |
| 2009-2010 |   |    | 1   |    |   |    | 82 pts  | 38 | 25 | 7  | 6  | 61   | 28   | +33   |
| 2008-2009 |   |    | 5   |    |   |    | 57 pts  | 38 | 16 | 9  | 13 | 51   | 43   | +8    |
| 2007-2008 |   |    |     | 1  |   |    | 108 pts | 34 | 22 | 8  | 4  | 52   | 17   | +35   |
| 2006-2007 |   |    |     | 2  |   |    | 92 pts  | 34 | 16 | 10 | 8  | 43   | 29   | +14   |
| 2005-2006 |   |    | 18  |    |   |    | 41 pts  | 38 | 8  | 17 | 13 | 28   | 40   | -12   |
| 2004-2005 |   |    | 14  |    |   |    | 46 pts  | 38 | 13 | 7  | 18 | 31   | 46   | -15   |
| 2003-2004 |   |    |     | 3  |   |    | 90 pts  | 34 | 15 | 11 | 8  | 45   | 24   | +21   |
| 2002-2003 |   |    |     | 14 |   |    | 71 pts  | 34 | 9  | 11 | 14 | 26   | 43   | -17   |
| 2001-2002 |   |    |     |    | 3 |    | 79 pts  | 30 | 13 | 10 | 7  | 47   | 37   | +10   |
| 2000-2001 |   |    |     |    | 5 |    | 78 pts  | 30 | 14 | 6  | 10 | 50   | 45   | +5    |
| 1999-2000 |   |    |     |    | 8 |    | 69 pts  | 30 | 10 | 9  | 11 | 36   | 39   | -3    |
| 1998-1999 |   |    |     |    |   | 1  | 81 pts  | 26 | 16 | 7  | 3  | 35   | 15   | +20   |
| 1997-1998 |   |    |     |    |   | 7  | 64 pts  | 26 | 11 | 5  | 10 | 25   | 22   | +3    |

## Títulos
- DH Rhône-Alpes : 1999
- CFA - Groupe B : 2008
- Championnat National: 2009-10
- Ligue 2: 2010-11